# Everwin Precision Technology
Shenzhen Everwin Precision Technology Company Limited (EWPT) — китайская компания электронной промышленности, крупный разработчик и производитель электронных деталей и компонентов для мобильных телефонов, фотоаппаратов, видеокамер, ноутбуков, электронных книг, жидкокристаллических дисплеев, сетевых карт, автомобильной электроники и аккумуляторов. Основана в 2001 году, штаб-квартира расположена в городе Шэньчжэнь. Контрольный пакет акций Everwin Precision принадлежит основателю компании, миллиардеру Чэнь Цисину.

## История
Компания Everwin Precision Technology основана в июле 2001 года, в сентябре 2010 года вышла на Шэньчжэньскую фондовую биржу.

## Деятельность
Заводы Everwin Precision расположены в городах Шэньчжэнь, Дунгуань и Сучжоу (КНР), а также в Индии; офисы по продажам — в Гонконге, Южной Корее, Германии и США. Среди крупнейших клиентов компании — Apple, Oppo, Huawei и Samsung. 
По итогам 2022 года основные продажи Everwin Precision пришлись на детали и модули для бытовой электроники (50 %), разъёмы и другие детали для умных гаджетов (27,9 %), разъёмы и другие детали для электромобилей (16,2 %), робототехнику и промышленный Интернет (0,8 %). Основными рынками сбыта являлись Китай (45,8 %) и зарубежные страны (54,2 %).

### Продукция
- Комплектующие для умных гаджетов, в том числе разъёмы для кабелей и карт памяти; антенны для смартфонов, ноутбуков, умных часов и роутеров; диэлектрические волновые фильтры; штампованные металлические детали корпусов смартфонов, планшетов, ноутбуков и умных часов; складные детали (шарниры экранов и подъёмные модули); детали динамиков, металлические и пластиковые пластины; силиконовые и пластиковые детали для смартфонов, умных часов и медицинского оборудования; крепления для светодиодного освещения.
- Комплектующие для электромобилей, в том числе детали к системе электропитания (зарядные пистолеты и штекеры, шины, крепления); детали к аккумуляторам; детали автомобильной электроники (дверные замки, фары, пластиковые комплектующие); металлические биполярные пластины для водородных топливных элементов.
- Промышленное оборудование, в том числе промышленные роботы[13], блоки контроля и управления, системы автоматизации (линии пошива масок, линии полировки, шлифовки, штамповки, сварки, пескоструйной обработки, резьбы, гравировки, нанесения покрытий, 3D-измерений и тестирований деталей, линии сборки, контроля и упаковки разъёмов, линии производства проволоки), системы промышленного интернета (большие данные и облачные платформы).

### Структура
В состав промышленной группы Everwin Precision Technology входят следующие дочерние и аффилированные структуры:
- Shenzhen Everwin Precision Technology Co. Ltd. (Шэньчжэнь)
- Shenzhen Nsiwai Technology Co. Ltd. (Шэньчжэнь)
- Guangdong Everwin Precision Technology Co. Ltd. (Дунгуань)
- Dongguan Everwin Precision Technology Co. Ltd. (Дунгуань)
- Guangdong Tianji Industrial Intelligent System Co. Ltd. (Дунгуань)
- Guangdong Tianji Robot Co. Ltd. (Дунгуань)
- ForBetter New Material Solutions Co. Ltd. (Дунгуань)
- Kunshan Everwin Precision Technology Co. Ltd. (Куньшань)
- Kunshan Taibo Precision Technology Co. Ltd. (Куньшань)
- Kunshan Just Connector Precision Components Co. Ltd. (Куньшань)
- Kunshan Hubble Radio Electronic Technology Co. Ltd. (Куньшань)
- Kunshan Leijiang Communication Technology Co. Ltd. (Куньшань)
- Etra Semiconductor Co. Ltd. (Сучжоу)

## Акционеры
Основными акционерами Everwin Precision Technology являются Чэнь Цисин (37,13 %), HSBC Jintrust Fund Management (3,83 %), Ян Чжэнью (1,09 %), Golden Eagle Asset Management (0,94 %), Янь Хуаин (0,63 %), Guangdong Zhengyuan Private Equity Fund Management (0,57 %), China Southern Asset Management (0,55 %) и China Asset Management (0,52 %).